# Louis Adolphe Carion
Pour les articles homonymes, voir Carion.
Louis Adolphe Carion né le 29 juin 1854 à Valenciennes et mort le 5 octobre 1918 à Paris est un sculpteur français.

## Biographie
Louis Adolphe Carion étudie la sculpture dans l'atelier de René Fache aux Académies de Valenciennes et dans celui de Jules Cavelier aux Beaux-Arts de Paris. Il expose pour la première fois au Salon de 1878 à Paris. Il envoie des médaillons en plâtre au Salon de 1898.
Il sculpte principalement des portraits et réside avenue du Maine, dans le quartier du Montparnasse à Paris.

## Œuvres
- Buste de Louis Charles, 1887, bronze, Paris, cimetière du Montparnasse[4].
- Buste d'Albert Moreau, 1887, bronze, Paris, cimetière du Père Lachaise[5].
- Buste d'André Carion enfant, plâtre, 23 cm, localisation inconnue[6],[7].
- André, fils de l'artiste, 1901, bas-relief en plâtre, 41 cm, localisation inconnue[6],[7].
- Masques des divinités des eaux et des festins, deux masques pour les décors extérieurs du château de Versailles en 1904, localisation inconnue[6].
- André en militaire, 1916, médaillon en plâtre patiné, 26 cm, localisation inconnue[6],[7].